# Vehmassaari (ö i Kajanaland, Kehys-Kainuu, lat 64,95, long 28,85)
Vehmassaari är en ö i Finland. Den ligger i sjön Kiantajärvi och i kommunen Suomussalmi i den ekonomiska regionen  Kehys-Kainuu  och landskapet Kajanaland, i den centrala delen av landet, 600 km norr om huvudstaden Helsingfors. Öns area är 3,1 hektar och dess största längd är 340 meter i öst-västlig riktning.